# 巴利基夫齊
49°33′4″N 26°16′46″E / 49.55111°N 26.27944°E
巴利基夫齊（烏克蘭語：Бальківці）是位於烏克蘭西部的村莊，由赫梅利尼茨基州裡赫梅利尼茨基區的沃洛奇斯克市鎮負責管轄。該村面積0.27平方公里，海拔高度280米，2001年人口847，人口密度每平方公里3,137人。